# Новий Орлеан (аеропорт)
Міжнародний аеропорт «Новий Орлеан» імені Луї Армстронга (IATA: MSY, ICAO: KMSY, FAA ідент. місц.: MSY) - міжнародний аеропорт повітряного простору класу B в місті Кеннер, Джеффесон (Луїзіана, США). Він обслуговує Новий Орлеан і знаходиться в 11 милях (18 км) на захід від центру Нового Орлеана. Міжнародний аеропорт імені Луї Армстронга є основним комерційним аеропортом для столичного району Нового Орлеана та південного сходу Луїзіани.
MSY охоплює 1500 акрів (607 га) землі. На середній висоті 4,5 футів (1,4 м) над рівнем моря MSY є другим найнижчим міжнародним аеропортом у світі, після Амстердамського аеропорту Схіпхол у столиці Нідерландів, який знаходиться на 11 футів (3,4 м) нижче рівня моря.